# Харчинський Олександр Павлович
Олекса́ндр Па́влович Харчи́нський — сержант Збройних сил України. Народився в селі Довжок, Ямпільського району, Вінницькоï області.
Мобілізований у липні 2014-го. На бойових позиціях перебував з 4 жовтня по 18 лютого 2015-го. Командир відділення розвідувальної групи 128-ї гірсько-піхотної бригади. Виходив із боями з Дебальцевого. 25 лютого 2015-го повернувся додому.

## Нагороди
За особисту мужність і героїзм, виявлені у захисті державного суверенітету та територіальної цілісності України, вірність військовій присязі під час російсько-української війни
- нагороджений орденом «За мужність» III ступеня (26.2.2015).